# 飯野智行
飯野 智行（いいの ともゆき、1975年11月28日 - ）は、日本の舞台俳優・タレント。北海道出身。北海学園大学卒業 で、TEAM-NACSの面々や劇団イナダ組に所属していた舞台演劇俳優である江田由紀浩の後輩である。身長170.0 cm、足のサイズ26cm、血液型はA型。

## 来歴
北海学園大学在学中に演劇研究会に加入する。1998年10月に結成された劇団SKグループに参加し、同劇団の大部分の作品で主役を務める。
2000年と2003年に劇団イナダ組の舞台に客演。
2004年に劇団SKグループを退団し、正式な劇団員として劇団イナダ組に加入。
2005年10月に鈴井貴之が社長を務めるCREATIVE OFFICE CUEと契約し、主に北海道内でタレント活動を開始。
2008年12月に劇団イナダ組を退団。
2010年3月31日にCREATIVE OFFICE CUEを脱退。
以降は、札幌市を拠点として自身が脚本と演出を手掛ける演劇活動を行う。
2012年9月から2015年に、札幌市中央区のタレントスクール・Voice Works Vivoで演劇ワークショップの講師を務めたり、札幌市豊平区にある経専音楽放送芸術専門学校で舞台演出に関する講師を務めた。
現在は札幌市中央区にある札幌ミュージック&ダンス・放送専門学校や、テアトルアカデミー札幌校の講師として生徒の演劇公演の演出や演技指導などを担当。
2010年9月に自身が主役を務め、中野智樹などを出演陣に迎えた舞台『Rock Bottom』を上演。
2011年11月に、CREATIVE OFFICE CUE所属の小橋亜樹を共演に迎えた続編『Rock Bottom 〜第2章〜』上演。
2013年10月に小橋亜樹の主演舞台『Rock Bottom 3』。2014年11月に『Rock Bottom 4』を上演。
2017年4月に、同じく札幌市を拠点に活動する岩尾亮らと共に演劇集団ポロロッカを結成し、同年10月に最初の公演を行っている。

## 出演作品

### 劇団SKグループ
- 1998年『メガトンキッス』
- 1999年『ファンキイソウル』『ノストラダンク』
- 2000年『ボンクラサンバ』『サンダアファイブ』
- 2001年『F。』『G'』『バンバラビーム』
- 2002年『A。』『I'』
- 2003年『ビタミンシェイク』『MP足りない』『R』
- 2004年『メキシカンTV』

### 劇団イナダ組
- 2000年『絶叫2000〜蒼き狼』
- 2003年『アイドル03 恋のカムチャッカ半島』『03年ロードツアー マーブル・テーブル・トラブル』
- 2004年『アレカラノコト』『ロードツアー2004 ピーコックstyle』『カメヤ演芸場物語』
- 2005年『タンバリンマン』『ロードツアー2005 THE END OF THE WORDO』
- 2006年『札幌えんかん観劇会 亀屋ミュージック劇場（ほおる）』『亀屋ミュージック劇場（ほおる）』
- 2007年『第2柿沼特攻隊』
- 2008年『Sui Site〜実態の無い透明な犬と彼女』『コバルトにいさん東京公演』※「TOKYO GEKIDAN FES'08」参加作品

### 演劇集団ポロロッカ
- 2017年『にしから陽がのぼる日』
- 2018年『残像』
- 2019年『ことのはざま』

### その他の公演
- 2003年 pan-dan笹公演 『チオチモリンS』
- 2006年 北海道テレビ放送 『リーディングドラマ 第二章 Memory 〜はがされた時間〜』
- 2008年 北海道舞台塾 『正しい餃子の作り方』
- 2010年 ザ・ビエル座 『タスキノクニ』
- 2010年『Rock Bottom』
- 2010年 江田"J"智行 『Low Low Low』※江田由紀浩と川井"J"竜輔との3人公演
- 2011年 リリカル・バレット 3rd-SHOT 『Hello! Mr.abyss』
- 2011年『できることから始めよう 〜東日本大震災チャリティAct〜』
- 2011年『あるスープカレー屋の伝説』
- 2011年『Rock Bottom 〜第2章〜』
- 2012年『あるスープカレー屋の伝説2』
- 2012年 Voice Works Vivo Theatrical Musicコース 創設記念公演 『YOU & I 〜心の鍵は 君と僕〜』※演出・演技指導担当
- 2013年『Rock Bottom 3』
- 2014年 Voice Works Vivo 『シキノウタ 〜The Song Of Four Seasons〜』
- 2014年 Voice Works Vivo 演劇部第三期生公演 『ボタン☆歌いますっ! 〜Sing along my dear〜』
- 2014年 パインソー9th しょかとなつのれんぞくきかく2014 『DREAMON』※第5話にゲスト出演
- 2014年『Rock Bottom 4』
- 2015年 Voice Works Vivo 『聖歌 〜第二楽章〜 〜The Reason Why I Sing...〜』
- 2015年 札幌ハムプロジェクト 『幕末サムライヌード』
- 2016年 札幌ハムプロジェクト 『カラクリヌード』
- 2016年 札幌ハムプロジェクト 『サンタのうた』※札幌市における試演会への客演
- 2016年 札幌ハムプロジェクト 『Masterpiece 〜キミはボクの最高傑作。〜』
- 2017年 札幌スクールオブミュージック&ダンス専門学校 高等課程ステージ 『No Pain』※脚本・演出担当
- 2017年 C-Junction 演劇ワークショップ生 発表公演 『Change my Life 〜さよなら昨日までの私〜』※演出のみ担当
- 2017年 札幌よしもと スキンヘッドカメラ岡本 第1回脚本公演 『虹を見たかい？』※演出のみ担当
- 2018年 札幌よしもと スキンヘッドカメラ岡本 第2回脚本公演 『どんるっくばっくいんあんがー』※演出のみ担当
- 2018年 札幌放送芸術&ミュージック・ダンス専門学校 高等課程ステージ 『ショートケーキ・ラプソディー』※脚本・演出担当
- 2018年 prospera macacielle（ぷろすぺら まかしえれ） 『Reading +act（リーディング +アクト）～ 映像絵本と朗読劇 にしのあきひろ作 えんとつ町のプペル』
- 2019年 札幌放送芸術&ミュージック・ダンス専門学校 総合芸術科 高等課程プロジェクト『アイドルを探せ!』※脚本・演出担当
- 2019年 札幌放送芸術&ミュージック・ダンス専門学校 SPL（セミプライベートレッスン）2年男子ボーカル自主公演『イッツアピースオブケーキ!!』※原作・指導担当、『ショートケーキ・ラプソディー』の脚色作品
- 2019年 テアトルアカデミー札幌校公演 『Labolution』※公演内の一部の演劇に脚本・演出で参加
- 2019年 札幌ハムプロジェクト 『ルビコン河を渡る』※札幌公演のみ出演
- 2019年 札幌よしもと スキンヘッドカメラ岡本 第3回脚本公演 『家族じゃない』※演出補佐のみ担当
- 2019年 札幌放送芸術&ミュージック・ダンス専門学校 高等課程ステージ 『悲しみよ、さようなら』※脚本・演出担当
- 2019年 札幌放送芸術&ミュージック・ダンス専門学校 演劇フェスティバル 『No Pain』※脚本・演出担当
- 2019年 札幌放送芸術&ミュージック・ダンス専門学校 演劇フェスティバル 『ショートケーキ・ラプソディー』※脚本・演出担当
- 2019年 札幌放送芸術&ミュージック・ダンス専門学校 演劇フェスティバル 『平岸ゴールデンヤンキース』※脚本・演出担当
- 2019年 Studio BmyD『寂れゆくまちで、』※演出のみ担当
- 2020年 札幌放送芸術&ミュージック・ダンス専門学校 We are SBM!SSA! 2020卒業・進級制作展 『HAHAHAHA!』※脚本・演出担当
- 2020年 札幌放送芸術&ミュージック・ダンス専門学校 We are SBM!SSA! 2020卒業・進級制作展 『KILL-itai…』※脚本・演出担当
- 2020年 札幌ハムプロジェクト ダンボールシアター 『La Peste ペスト』※声の出演
- 2020年 Studio BmyD x EHIKU create .LLC 『HAHAHAHA!』※脚本・演出担当
- 2021年 札幌放送芸術＆ミュージック・ダンス専門学校 高等課程ステージ 『3度目の正直』※脚本・演出担当
- 2021年 Studio BmyD x EHIKU create .LLC 『ショー・マス!! 〜NO PAIN NO GAIN〜』※脚色・演出担当
- 2021年 もえぎ色 演劇公演 『似てるから』※脚本・演出担当
- 2021年 札幌ハムプロジェクト 『サンタのひと』
- 2022年 もえぎ色 演劇ワークショップ公演 『ママのピアノ』※作・演出担当
- 2022年 Studio BmyD x EHIKU create .LLC 『あめにうたえば』※脚本・演出担当
- 2022年 C-Lab Presents Theater×Classic 演劇公演 『かぞくのおと』
- 2023年 札幌よしもと スキンヘッドカメラ岡本 第5回脚本公演 『実家の麦茶まずそう』※演出のみ担当
- 2023年 BmyD舞台組! 2023公演 『テイク!あ!チャンス』※脚本・演出担当

### 映画
- 『スマイル　聖夜の奇跡』（2007年12月公開）
- 『縛刃 不動仁義』（2014年11月公開）
- 『えんえん 其の弐 −縁と演−』（2016年6月公開）

### テレビ
- 『謎を解け!まさかのミステリー』（日本テレビ、2004年）
- 『南平岸・未来道』（北海道テレビ放送、2004年-2005年）
- 『君のもとへかける虹/第4話 ピース!〜Hot Summer〜』（北海道文化放送、2005年）
- 『ほくほくテレビ』（NHK札幌、2005年）
- 『えき☆スタ1』（北海道文化放送）
- 『hana*テレビ』（北海道放送、月曜スタジオ出演・金曜リポーター出演）
- 『旅コミ北海道じゃらんdeGO!』（テレビ北海道、不定期出演）
- 『素晴らしい世界』「スバセカ劇場『セプテンバーラブ?』『たこ焼き食べたい!』」（北海道テレビ放送、2007年9月・2008年2月） - 脚本（鬼井司）
- 『the波乗りレストラン』（日本テレビ、2008年） - サラリーマン 役
- 『情報サプリ!』（北海道テレビ放送、2010年7月1日）
- 『イチオシ!プラス』（北海道テレビ放送、2011年 - 2015年3月28日）
- 『HTBスペシャルドラマ「UBASUTE」』（北海道テレビ放送、2014年12月29日） - 冬馬の上司の部長 役

### ラジオ
- 『ラジヲZ』（ラジオカロスサッポロ）
- 『La Vita Vivace（ラ ビータ ビバーチェ）』（AIR-G'、2003年）
- 『飯野智行のイ・イ・ト・モ!』（北海道放送→AIR-G'・2010年3月31日終了）

### CM
- アサヒビール(劇団SKグループのメンバーらと出演)
- ソニー生命保険
- クスリのツルハ（商品を紹介する店員役)
- 白い恋人
- パーラービクトリア（ナレーション)
- アルバイト北海道（「バイトバンドバイト編」バンドボーカル・前野剛太／引越し屋アルバイト役）
札幌都心部の地下鉄駅・地下街には飯野が大きく写し出された広告が多数存在していた。